# Ian Ormondroyd
Ian Ormondroyd (Bradford, 22 settembre 1964) è un ex calciatore inglese, di ruolo attaccante.

## Carriera

### Club
Gioca tra la prima e la seconda divisione fino al 1992, quando passa al Leicester City: nel 1995 debutta nella Premier League ma i deludenti risultati convincono il club a cederlo in terza divisione. Termina la carriera nel 1998 in una squadra di quarta divisione, dopo aver segnato 62 gol in 352 partite di campionato, alla media di 0,18 gol a partita. Nel 2007 il Times stilò la classifica dei 50 peggiori calciatori che abbiano mai giocato in Premier League, posizionando Ormondroyd al nono posto.